# RU Virginis
RU Virginis (RU Vir / HD 111166 / HIP 62401) es una estrella variable en la constelación de Virgo. Se encuentra a una incierta distancia entre 2200 y 3000 años luz del sistema solar.
RU Virginis fue descubierta en 1897 por Arthur J. Roy, astrónomo del Observatorio Dudley, quien publicó una nota sobre una estrella en Virgo que no aparecía en el Bonner Durchmusterung publicado medio siglo antes. En 1940 se supo que RU Virginis es una estrella de carbono, mostrando en su espectro líneas de absorción características de este elemento.
Su temperatura superficial es de solo 2100 K y es 9600 veces más luminosa que el Sol.
Al igual que otras estrellas similares, pierde masa estelar, a un ritmo de 2,3 × 10 -6 masas solares por año.
RU Virginis está catalogada como una estrella variable Mira cuyo brillo varía entre magnitud aparente +9,0 y +14,2 en un período de 433,2 días. Sin embargo, casi inmediatamente después de su descubrimiento se observó una marcada tendencia descendente de la magnitud media de RU Virginis. A finales del siglo XX se concluyó que estas variaciones de brillo a largo plazo son cíclicas.
Actualmente el comportamiento de RU Virginis es razonablemente bien entendido; con un período de pulsación de poco más de 430 días, entra dentro de las variables Mira de largo período (como R Centauri). Pero lo realmente notable en su curva de luz es una modulación de la magnitud media de gran amplitud a muy a largo plazo. Las variaciones parecen ser cíclicas, con un período entre 8.000 y 10.000 días, siendo la amplitud de dos magnitudes. Más asombroso es el hecho de que las variaciones Mira no parecen estar relacionadas con los cambios en la magnitud media, como si estuvieran propiciados por procesos independientes. Ello sugiere que la modulación ocurre fuera de la estrella y no dentro de la misma, donde tienen lugar las variaciones pulsacionales. La mejor explicación parece ser una modulación en la opacidad del polvo que rodea la estrella. Si la envoltura de polvo que rodea a la estrella se hace más gruesa o más delgada, el brillo de la estrella disminuirá o aumentará, sin que apenas se observen cambios en las variaciones intrínsecas de la estrella.
RU Virginis no es la única variable Mira que presenta este comportamiento; en otras estrellas de carbono de largo período, incluyendo a V Hydrae, R Leporis, R Fornacis y W Aquilae, se han observado ocasionales caídas en la luminosidad.